# Parafia św. Anny w Drzewianowie
Parafia św. Anny w Drzewianowie – rzymskokatolicka parafia w dekanacie Mrocza diecezji bydgoskiej. Została utworzona 31 lipca 1925 r.

## Zasięg parafii
Do parafii należą wierni z miejscowości: Drzewianowo, Łukowiec, Murucin, Słupowo i Słupówko.